# 再見，後會有期！
《再見，後會有期》是由米津玄師於2024年4月12日發行，是NHK連續電視小說如虎添翼的主題曲，收錄於米津玄師的的6張錄音室專輯 LOST CORNER。